# 지윤보
지윤보(池允輔, ? ∼ 1295년)는 고려의 무신, 정치인이다. 시호는 장렬(莊烈)이다. 권문세가인 경원 이씨 이덕손(李德孫)과 사돈을 맺었다.
1269년(원종 10년) 4월 세자 심(諶 : 후의 충렬왕)이 원나라에 입조할 때 시종하였고, 이해 7월 세자가 돌아올 때 파사부(婆裟府)에 이르러 원종이 폐위당한 것을 듣고 되돌아갔다가 귀국할 때까지 라유(羅裕), 김응문(金應文), 정인경(鄭仁卿), 차득규(車得圭) 등과 함께 세자를 시종하였다.
1280년(충렬왕 6년) 장군으로 임비(林庇)와 함께 시사(侍史) 심양(沈陽)을 숭문관(崇文館)에서 국문하였으며, 제일 먼저 의견을 내놓은 사람이 누구인지를 캐물었다.
1282년(충렬왕 8년) 5월 경신일에는 대장군으로서 과거 세자를 시종했던 공으로 2등공신이 되었고, 전민(田民)을 하사받았다.
지첨의부사(知僉議府事)에 이르러 치사하였고, 1295년(충렬왕 21년) 3월 무신일에 졸하였다.

## 가족 관계
- 딸 : 합천 이씨 첨의찬성사 이설의 부인